# Sorgun
Sorgun ist eine Stadt in der türkischen Provinz Yozgat und Hauptort des gleichnamigen Landkreises. Die Stadt liegt etwa 35 Straßenkilometer östlich der Provinzhauptstadt Yozgat und ist die zweitgrößte Stadt der Provinz. Sorgun erhielt 1905 den Rang einer Belediye (Gemeinde).

## Landkreis
Der Landkreis liegt im Zentrum der Provinz und grenzt im Norden an die Provinz Çoprum. Des Weiteren wird er im Norden beginnend entgegen dem Uhrzeigersinn von den Landkreisen Aydıncık, Çekerek, Saraykent, Akdağmadeni, Sarıkaya und dem zentralen Landkreis Yozgat umrahmt.
Der Landkreis wurde am 26. Juni 1926 gebildet und besteht neben der Kreisstadt (68 % der Kreisbevölkerung) aus weiteren sieben Belediye (Gemeinden):
| Belediye  | Einwohner 2020 | Başkan (Bürgermeister) |
| --------- | -------------- | ---------------------- |
| Sorgun    | 54.743         | Mustafa Erkut Ekİncİ   |
| Bahadın   | 2.540          | Yurtseven Bozdemİr     |
| Doğankent | 2.303          | Doğan Sungur           |
| Yeniyer   | 1.924          | Burhan Güvenç          |
| Gülşehri  | 1.841          | Ali Ünlü               |
| Çiğdemli  | 1.810          | Ahmet Sungur           |
| Araplı    | 1.765          | Adem Ertuğrul          |
| Eymir     | 1.726          | Çetin Mertoğlu         |

Des Weiteren existieren noch 74 Dörfer (Köy) mit einer Gesamtbevölkerung von 11.873 Einwohnern, also durchschnittlich 160 Bewohner je Dorf. Die Skala der Einwohnerzahlen reicht hierbei von 884 (Belencumafakılı) herunter bis auf 9 (Büyükkışla), wobei letztere Ortschaft auch die kleinste der gesamten Provinz ist. 25 Dörfer haben mehr als der Durchschnitt (160) Einwohner.
Der Landkreis Sorgun hat mit 45,5 Einw. je km² nach dem zentralen Landkreis (Merkez) die zweithöchste Bevölkerungsdichte. Auch der städtische Bevölkerungsanteil ist mit beträgt 85,26 Prozent der zweithöchste der Provinz.

## Sehenswertes
Im Süden des Landkreises liegen der Stausee der Gelingüllü-Talsperre und an der Straße nach Sarıkaya der seit mindestens hethitischer Zeit bewohnte Siedlungshügel Alişar Höyük. Etwa zwölf Kilometer südwestlich der Kreisstadt liegt mit Kerkenes ein weiterer Siedlungsplatz aus hethitischer Zeit. Dort lag später die medische Stadt Pteria, wo im 6. Jahrhundert v. Chr. die Schlacht bei Pteria stattfand.

## Sport
Sorgun besitzt mit Sorgun Belediyespor einen Fußballverein, der 1959 gegründet wurde. Die Mannschaft spielte in der 2010 gegründeten fünfthöchsten Liga und höchsten Amateurspielklasse im türkischen Fußball. In der Saison 2013/14 der BAL belegte Sorgun Belediyespor den zweiten Platz und qualifizierte sich für die Play-offs um den Aufstieg in die 3. Liga. Das Elfmeterschießen endete mit 4-3 für Halide Edip Adıvar SK (kurz HEASK), nachdem das Play-off-Spiel in Ankara 1:1 unentschieden ausgegangen war.
In der Saison 2014/2015 vertrat Sorgun Belediyespor die Provinz Yozgat im türkischen Fußballpokal, da Yozgatspor (Mannschaft aus derselben Provinz) in der vorherigen Saison in die BAL abstieg. In der Vorrunde gewann Sorgun Belediyespor 2-1 gegen MKE Kırıkkalespor und qualifizierte sich für die 1. Hauptrunde. Der nächste Gegner in der 1. Hauptrunde war Etimesgut Belediyespor. Das Spiel endete nach 90 Minuten 2-0 für den Gast, beide Pokalspiele fanden in Bozok Stadı in Yozgat statt.

## Söhne und Töchter (Auswahl)
- Ahmet Oğuz (* 1993), türkischer Fußballspieler
- Hasan Özdemir (* 1963), deutschsprachiger Lyriker und Erzähler
- Ali Şimşek (* 1973), deutsch-türkischer Politiker (SPD)